# Fanfan la Tulipa (pel·lícula de 2003)
 Fanfan la Tulipa  (original: Fanfan la Tulipe) és una comèdia francesa dirigida per Gérard Krawczyk, estrenada el 2003. Ha estat doblada al català.

## Argument
En la França del segle xviii, durant la Guerra dels Set Anys, es troba Fanfan, un seductor de dones sense parió i fi espia. En to de comèdia amable, evita un casament forçat pel pare d'una de les seves conquestes. Per això, s'enrola en l'exèrcit del rei Lluís XV.

## Repartiment
- Vincent Perez: Fanfan la Tulipa
- Penélope Cruz: Adeline la Franchise
- Didier Bourdon: Lluís XV de França
- Hélène de Fougerolles: Madame de Pompadour
- Michel Muller: Tranche-Montagne
- Guillaume Gallienne: Coronel A.B.C.D. de La Houlette
- Gérald Laroche: Corsini
- Jacques Frantz: Sergent La Franchise
- Philippe Dormoy: Adjunt
- Gilles Arbona: El Mariscal
- Jean-Pol Dubois: l'almoiner
- Philippe du Janerand: Koenigseck
- Magdalena Mielcarz: Henriette de França
- Anna Majcher: Wanda
- François Chattot: El capellà
- Yves Pignot: Mestre Guillaume
- Jacques Dynam: Chaville
- Jean-François Lapalus: L'oncle de Lison
- Magdalena Mielcarz: Henriette
- Anna Majcher: Wanda
- Fabio Zenoni: L'intèrpret
- Adrien Saint-Joré: Tourne Autour
- Patrick Steltzer: El cap dels bandits
- François Soule: el lloctinent
- Eugénie Alquezar: Lison
- Mickael Moyon: Lascar
- Vincent Valladon: Rouquin
- Augustin Legrand: Brèche Dent
- Jean-Marc Huber: Bandit
- Bernard Maître: Flageolet
- Lionel Vitrant: un gendarme
- Jean Rochefort: El narrador

## Al voltant de la pel·lícula
- Aquesta pel·lícula és un remake d'una pel·lícula homònima de 1952 de Christian-Jaque amb Gérard Philipe, Gina Lollobrigida i Noël Roquevert (Fanfan la Tulipe).